# Vildštejn (hrad, okres Opava)
Zřícenina hradu Vildštejn stojí na katastrálním území města Budišov nad Budišovkou v okrese Opava. Hrad byl zapsán v roce 1964 do Ústředního seznamu kulturních památek ČR.

## Historie
První písemná zmínka o hradu pochází z roku 1316, kdy jej vlastnili členové olomoucké kapituly Dětřich a Jindřich z Fulštejna. Hrad mohl být založen i dříve jako správní středisko budišovského panství, které v roce 1247 převzal olomoucký biskup Bruno ze Šaumburku od kláštera Hradisko v Olomouci, a mohl jej proto založit. Nepřímý doklad je z roku 1301. Hrad od roku 1323 náležel v trvalé držbě olomouckého biskupa. Zánik hradu byl pravděpodobně na konci 14. století v době markraběcích válek mezi markrabaty Joštem a Prokopem. Písemná zpráva z roku 1399 uvádí vypálení Budišova stoupenci markraběte Prokopa, který byl nepřítelem olomouckého biskupa Jana XI Mráze. Uvádí se také zánik až v době uherských vpádů Matyáše Korvína na Moravu v druhé polovině 15. století proti Jiřímu z Poděbrad.

## Popis
Hrad se nachází na skalním ostrohu nad soutokem Lomnického potoka a bezejmenného potoka. Byl pravděpodobně typem bergfritového hradu, který zaujímal rozsáhlou oválnou plochu o délce 120 m a šířce 50 m se sílou hradebních zdí až čtyři metry. Skládal se z hradu a předhradí obehnané hradním příkopem po celém obvodu. Severozápadní hradba byla zesílená parkánem. Na západní straně stála válcová věž, její zdi byly čtyři metry silné. U paty věže v hradbě byla vstupní brána, na druhé straně k věži přiléhal palác postavený na půdorysu obdélníku. Ke vstupní bráně vedla úzkou šíjí stezka chráněná zvláštním opevněním. Jádrem opevnění byla hranolová stavba obklopená hradbou chráněná valem a příkopem.
Z hradu jsou dochovány zbytky zdiva z lomového kamene a částečně z cihel, které jsou zarostlé hustým lesním porostem. Je předpoklad, že pod sutinami jsou zachovány další zbytky zdiva.